# Ana Militch
Ana Militch (finals del segle xix - després de 1951) fou una soprano russa que destacava pels matisos de la seva veu segons els crítics. Després de cantar diverses temporades al Gran Teatre del Liceu es va establir a Barcelona, on exercí com a professora al Conservatori del Liceu després de retirar-se. Entre els seus alumnes destaca Manuel Ausensi qui, en agraïment per les classes gratuïtes, va donar-li una part dels seus guanys inicials. També va tenir com a alumna a Montserrat Caballé.